# Duplik
Duplik або Identik, спочатку опублікована під назвою Portrayal, є комунікаційною настільною грою від авторів Вільяма Джейкобсона і Аманди Кохоут, розрахованою на до десяти гравців. Гра була випущена у 2005 році видавництвом Braincog, а згодом перевидана компанією Asmodée.

## Історія та ігрові матеріали
У грі Duplik гравці намагаються намалювати картинки відповідно до опису «майстра». Вони повинні якомога точніше передати деталі заданої сцени.
Ігрові матеріали складаються з:
- 120 картинок із кумедними ситуаціями,
- шести блокнотів для малювання та оцінювання,
- одного захисного екрану для карток,
- десятигранного кубика,
- шести олівців та
- пісочного годинника (90 секунд).

## Правила гри

### Підготовка до гри
На початку гри гравці кидають кубик, щоб визначити «майстра» першого раунду. Гравець з найвищим результатом стає майстром, інші — художниками. Майстер готує оцінювальний блокнот для гри, кожен гравець отримує блокнот для малювання та олівець і підписує його своїм іменем.

### Хід гри
На початку раунду майстер витягує картку з малюнком і розміщує її в захисному екрані, щоб було видно лише ілюстрацію та назву. Він кидає кубик для визначення бонусної оцінки і повідомляє число гравцям. Потім майстер оголошує назву малюнка і запускає пісочний годинник. Під час малювання майстер повинен швидко та точно описувати зображення, а художники — одночасно малювати. Гравцям заборонено спілкуватися між собою чи з майстром. Коли час закінчується, усі олівці відкладаються.
Після цього художники передають свої роботи сусідам для оцінювання. Майстер витягує картку з екрану і по черзі зачитує десять пунктів оцінювання. Критики мають визначити, чи виконано кожен пункт у малюнку перед ними. Майстер не втручається в оцінювання, але при необхідності критики можуть обговорити деталі між собою, а художник — захистити свою роботу.
Кожен художник отримує три очки за дотримання бонусного пункту та по одному очку за кожен інший виконаний пункт. Майстер отримує по одному очку за кожен пункт, виконаний хоча б одним художником. Після цього кожен критик записує результати свого художника на блокнот, і ці бали переносяться в оцінювальний блокнот. Наприкінці майстер показує оригінал малюнка та відкриває його для обговорення, після чого починається наступний раунд з новим майстром.

### Завершення гри та підсумки
Коли кожен гравець один раз був майстром, гра завершується, і всі підраховують свої очки. Переможцем стає гравець з найбільшою кількістю очок.

## Випуски та відгуки
Гра Portrayal була розроблена американськими авторами Вільямом Джейкобсоном та Амандою Кохоут і випущена у 2005 році видавництвом braincog. У 2009 році вона вийшла під назвою Identik у французькій та іспанській версіях видавництвом Asmodee, а в 2010 році — німецькою мовою. Невдовзі німецьку версію перейменували на Meisterwerke, тоді як англійська та іспанська версії залишилися під назвою Identik. У 2012 році Asmodée перевидала гру у Франції під назвою Duplik, а згодом гра вийшла також італійською, іспанською, англійською, польською, корейською та румунською мовами.
У 2010 році гра була номінована на нагороду Spiel des Jahres. Того ж року вона стала фіналістом іспанської премії Juego del Año, Lys Grand Public та виграла французьку As d’Or.
Критик ігор Удо Бартш оцінив гру як «добру, розважальну вечіркову гру», але зазначив, що деякі недоліки не дозволяють їй стати «відмінною вечірковою грою». Він критикував заплутаний блокнот для запису очок та систему оцінювання, яка, на його думку, карає майстра за гарні описи малюнків замість того, щоб винагороджувати його. Він також висловив побажання обмежити максимальну кількість гравців.